# Valea Mare de Criș (okręg Hunedoara)
Valea Mare de Criș – wieś w Rumunii, w okręgu Hunedoara, w gminie Tomești. W 2011 roku liczyła 3 mieszkańców.